# Isaac Aboab
Isaac de Matatías Aboab (1632 - 1707) fue un poeta y dramaturgo sefardí holandés de expresión española y portuguesa.
Compuso piezas teatrales inspiradas en historias del Antiguo Testamento, por ejemplo Comedia de la Vida y Sucesos de Joseph, llamado el Perseguido dichozo: Relación muy agradável en que se refieren todas las tragedias y grandezas que por dicho Josseph passaron (Ámsterdam 5446 = 1686), MS. HS 48 D19, Biblioteca de la Universidad Hebrea, Jerusalén. Existe otra copia ms., sign. X86/Ab7, en la Biblioteca Butler, de la Columbia Univ. (Nueva York). Era una especie de filólogo autodidacta que se dedicaba a salvar la poesía escrita por sus correligionarios elaborando cancioneros de los mismos, en especial de poetisas sefardíes, fundamentalmente de naturaleza satírica; asimismo era él mismo un rimador hábil en español y portugués. Escribió Relagóes, cantigas, adevinhagóes e outras corizidades (1683).
- Datos: Q5920544